# Linia kolejowa nr 259
Linia kolejowa nr 259 – jednotorowa, niezelektryfikowana linia kolejowa znaczenia miejscowego łącząca Kętrzyn z Węgorzewem (wcześniej jako niem. linia Rastenburg-Angerburg), oddana do użytku w dniu 1 lipca 1907.

## Historia linii
Początkowo kursowały po niej 4 pary pociągów pasażerskich. W 1917 r. rozpoczęto przebudowę linii na dwutorową z zamiarem włączenia jej do planowanej magistrali Chojnice – Lida. Prace przerwano z końcem I wojny światowej i linia pozostała jednotorową, lokalną trasą.
Linia ta wielokrotnie odgrywała znaczenie jako droga dostaw materiałów do budowy dużych inwestycji infrastrukturalnych. Od 1911 linia była wykorzystywana na potrzeby budowy Kanału Mazurskiego, którą w 1914 r. przerwano. W 1934 wznowiono prace związane z tym kanałem, ale ponownie je przerwano w 1940. W tym samym roku przystąpiono do wznoszenia Wilczego Szańca – kwatery głównej Hitlera – oraz bunkrów OKH „Anna” w Mamerkach.
W czasie II wojny światowej linia używana była do celów wojskowych. Istniejący na terenie gierłoskiego lasu przystanek kolejowy Gierłoż przebudowano na potrzeby Wilczego Szańca poprzez dobudowanie drugiego toru przelotowego, bocznicy odstawczej oraz zbrojonych zabudowań dworcowych. W czasie funkcjonowania kwatery z linii tej korzystały pociągi:
- specjalne na trasie Berlin – Wilczy Szaniec – OKH „Anna” w Mamerkach – w zależności od potrzeb;
- specjalne salonki przewożące dostojników własnych i z innych państw, w tym pociąg specjalny Hitlera „Ameryka” (niem. Führersonderzug Amerika);
- pociąg motorowy składający się z dwóch wagonów odpowiednio drugiej i trzeciej klasy, kursujący pomiędzy Wilczym Szańcem a kwaterą OKH (skład zatrzymywał się też na przystanku kwatery Lammersa w Radziejach);
- pociągi towarowe dowożące z Rastenburga robotników Organizacji Todt i materiały budowlane.

Na nowo wybudowanej bocznicy w Kamionku Wielkim stacjonował pociąg specjalny Ribbentropa Westfalen. W tym czasie Ribbentrop miał swoją siedzibę w pobliskim pałacu Lehndorffów w Sztynorcie.
W okresie od 1941 do początku 1945 na linii nie kursowały normalne pociągi pasażerskie, tylko funkcjonowała komunikacja autobusowa.  
W 1945 szyny z odcinka linii kolejowej Kętrzyn – Węgorzewo zostały wywiezione do ZSRR. W 1948 na trasie tej ułożono nowe szyny, a 18 stycznia 1949 uruchomiono kolejowe połączenie Kętrzyna z Węgorzewem. Po 1945 funkcjonowały tu następujące przystanki kolejowe: Czerniki, Parcz, Radzieje Węgorzewskie, Kamionek Wielki i Przystań. Budynki przystanków w większości oparte były na tym samym założeniu architektonicznym. Około roku 2000 budynki przystanku w Czernikach zostały całkowicie rozebrane.
Pociągi osobowe kursowały do 30 maja 1992, a towarowe do roku 2000. Do 2001 do "Wilczego Szańca" przyjeżdżały jeszcze pociągi turystyczne z Niemiec. W dniu 16 lipca 2003 trasą tą przejechał szynobus z przeciętną prędkością 60 km/h. Część linii na odcinku Kętrzyn – Karolewo była używana do 2005 na potrzeby Stacji Przesypowej Cementu w Karolewie.
1 lipca 2007, z okazji przypadającej w tym dniu setnej rocznicy oddania linii do użytku, Stowarzyszenie Hobbystów Kolejowych we współpracy z Dolnośląskimi Liniami Autobusowymi uruchomiło pociąg specjalny relacji Kętrzyn – Węgorzewo – Kętrzyn. Od dnia 19 lipca 2008 kursowały na tym odcinku pociągi turystyczne (lokomotywa spalinowa z jednym wagonem).